# Beljakovets
Beljakovets (bulgariska: Беляковец) är ett distrikt i Bulgarien.   Det ligger i kommunen Obsjtina Veliko Tărnovo och regionen Veliko Tărnovo, i den centrala delen av landet, 190 kilometer öster om huvudstaden Sofia.